# 西鉄313形電車
西鉄313形電車（にしてつ313けいでんしゃ）は、西日本鉄道（西鉄）が大牟田線（現・天神大牟田線）向けとして1952年（昭和27年）に製造した通勤形電車。

## 概要
1952年（昭和27年）に近畿車輛で2両固定編成4本が製造された。形式は大牟田寄りの制御電動車がモ313形で、福岡・太宰府側の制御車がク363形である。

## 沿革

### 大牟田線時代
| ← 大牟田福岡・太宰府 → |     |
| cM                     | Tc  |
| 313                    | 363 |
| 314                    | 364 |
| 315                    | 365 |
| 316                    | 366 |

- c：運転台、M：電動車、T：動力なし制御車（以下同じ）

300形に続いて製造されたものであり、番号も300形の続き番号となっているが、形式は別形式である。外観は当時製造されていた日本国有鉄道80系電車の影響を受けて前面が非貫通2枚窓となったが、上半の傾斜や平面視での屈曲（後退角）は無く、垂直な丸妻形状となっている。側面の客用扉は2箇所で、座席はロングシートとされた。台車はウイングばね方式の近畿車輛製KD2形を使用し、主電動機は出力110 kW ×4個で、吊掛式であった。
本形式は、普通鋼ながら日本で初めてモノコック構造を指向した車両として鉄道技術研究所の全面的なバックアップにより設計された。このため、登場時には加重試験などモノコック構造に関する多くのテストによりデータが残され、その後の東京急行電鉄5000形、国鉄モハ90系・20系（こだま型）など戦後の名車の登場へ向け、大きな礎となった。
1964年（昭和39年）からは室内灯（白熱灯）の蛍光灯化、扇風機の設置、客用扉のステンレス化などの近代化改造
が行われた。また、1965年（昭和40年）から1968年（昭和43年）にかけて制御回路も改造されて他の300番台形式の車両との併結が可能となった。しかし、非貫通2両固定編成で使いにくいこともあって後に太宰府線専用となり、1977年には4編成とも宮地岳線に転属した。

### 宮地岳線（現・貝塚線）時代
転属にあたり台車を狭軌用のDT12（Mc車）及びTR23（Tc車）に、主電動機もMT15C (104 kW) ×4に取り替えたが、ク366だけはモ1から流用したDT10タイプの台車を取り付けた。
| ← 津屋崎貝塚 → |     |
| cM             | Tc  |
| 313            | 363 |
| 314            | 364 |
| 315            | 365 |
| 316            | 366 |

1980年にはワンマン運転が開始されたことに伴い、ワンマン運転対応化改造を実施されている。
1984年から順次車体更新が行われ、中央部に扉を増設して側面3扉に改造されるとともに、前面窓と戸袋窓がHゴム支持の固定窓に改められ、他の窓もアルミサッシ化された。
1987年から翌年にかけて集約分散式冷房装置による冷房化改造が実施され、同時に屋根と床板が鋼板化されたほか、電動発電機（MG）は600形の4両固定編成化と、それに伴うMGの大容量化により余剰となったCLG-355Aに交換された。
1991年には前照灯が大型1灯（白熱電球）からシールドビーム2灯に改造されている。
1992年（平成4年）から翌年にかけて西武鉄道701系の廃車により発生した台車を譲り受けて従来の台車と振り替え、カルダン駆動方式に改造された。主電動機・主制御器も西武701系のものを流用したが、いずれも1C8M（1台の制御器で2両8基の主電動機を駆動する）方式対応であるため、ク363形の連結面側の台車を動力台車とし、1C8M用の機器を主電動機6基の状態で用いる形としている。この改造によりク363形は電動車となり、形式がモ363形となった（実際はモ363形は2個モーター車なので1.5M 0.5T編成である）。314F（F = 編成）はこの改造を受けておらず、廃車まで吊り掛け駆動方式のままであった。
| ← 津屋崎貝塚 → |     |
| cM             | Mc  |
| 313            | 363 |
| 315            | 365 |
| 316            | 366 |
| cM             | Tc  |
| 314            | 364 |

2007年（平成19年）まで4編成とも宮地岳線で使用されてきたが、同年4月1日に西鉄新宮 - 津屋崎間が廃止（同時に貝塚線へと改称）となったことで314Fと316Fが余剰廃車となった。316Fは2006年（平成18年）9月に運用から外れて休車となり、多々良車両基地の定位置に止められていたが、同線が部分廃止された直後の2007年（平成19年）4月中旬に解体作業が行われ、314Fも同時期に解体された。313Fは、部分廃止後に残った編成が施された発車合図ベルのスピーカー化が行われず部分廃止直後から休車となり、2008年（平成20年）1月18日付で廃車・解体された。315Fはモ365の乗務員室に隣接する座席を撤去し、車椅子スペースを設置して600形とともに貝塚線で使用されていた。
最後まで残った315Fは2015年1月24日に運行を終了することとなり、2014年（平成26年）4月15日の運用をもって多々良工場に入場し、大牟田線時代後期の塗装であるベージュとマルーンのツートンカラーに復元され、同年5月23日から運行を開始した。内装も座席表皮を赤からかつて採用されていた紺色
に復元し、広告枠・中吊りには天神大牟田線・貝塚線（旧宮地岳線）の歴代車両や過去の駅舎の写真などを展示していた。
同年12月13日からは、車内広告枠・中吊りに「さよなら西鉄313形フォトコンテスト」の入賞作を展示するとともに、特製ヘッドマークを取り付けて運行した。
予定通り2015年1月24日限りで運行を終了し、引退セレモニーならびに新たに天神大牟田線から転籍した614-664との「ハンドル継承式」が行われた。
2015年3月31日付で廃車され、313形は形式消滅した。その後、ブラタモリ「福岡と鉄道」回の取材を受けた後に2015年8月に解体された。

## 主要諸元
1999年1月1日現在のもの。

### 313F・315F・316F
- 定員：130人（座席46人）
- 最大寸法
  - 最大長：18,697mm
  - 最大幅：2,740mm
  - 最大高：4,130mm（313）/4,080mm（363）
- 車両重量：37.6t（313）/34.3t（363）
- 軌間：1067mm
- 台車：住友FS342
- 主電動機：
  - 形式：日立HS-836-Frb
  - 出力：120kW、313に4基、363に2基
  - 歯数比：83:18
- 制御装置：日立HT20A
- 制動装置：三菱AMA

※ 「313」は313・315・316の仕様、「363」は363・365・366の仕様

### 314F
- 定員：130人（座席46人）
- 最大寸法
  - 最大長：18,697mm
  - 最大幅：2,740mm
  - 最大高：4,105mm（314）/4,055mm（364）
- 車両重量：42.2t（314）/30.1t（364）
- 軌間：1067mm
- 台車：TR22（314）/TR14（364）
- 主電動機：
  - 形式：MT7
  - 出力：100kW、4基
  - 歯数比：66:23
- 制御装置：三菱ABF
- 制動装置：三菱AMA（314）/ACA（364）

## 画像ギャラリー

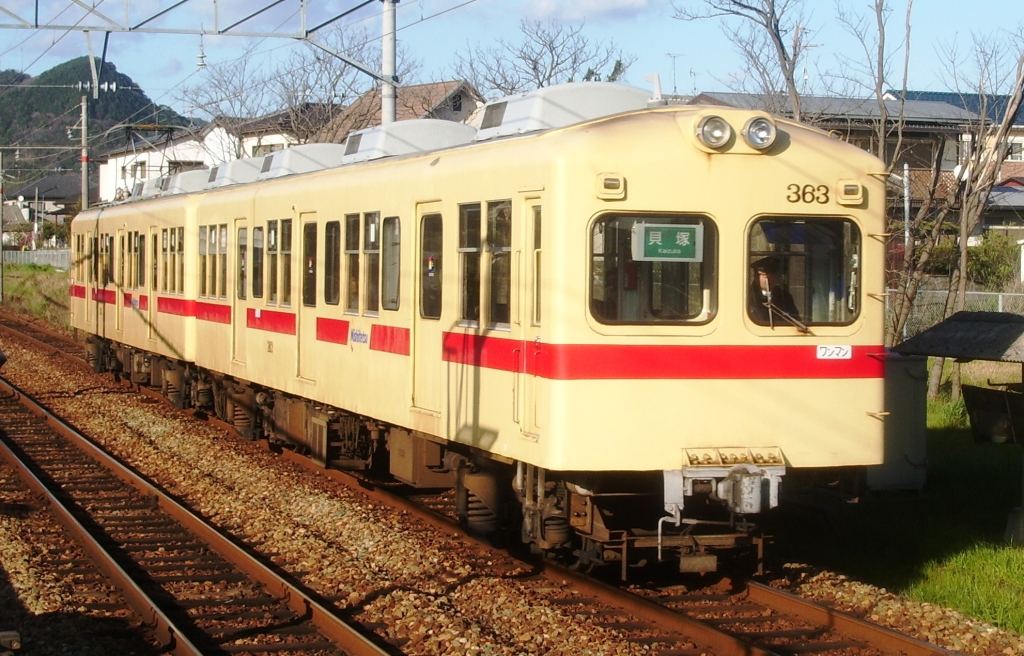
363-313（2007年3月）
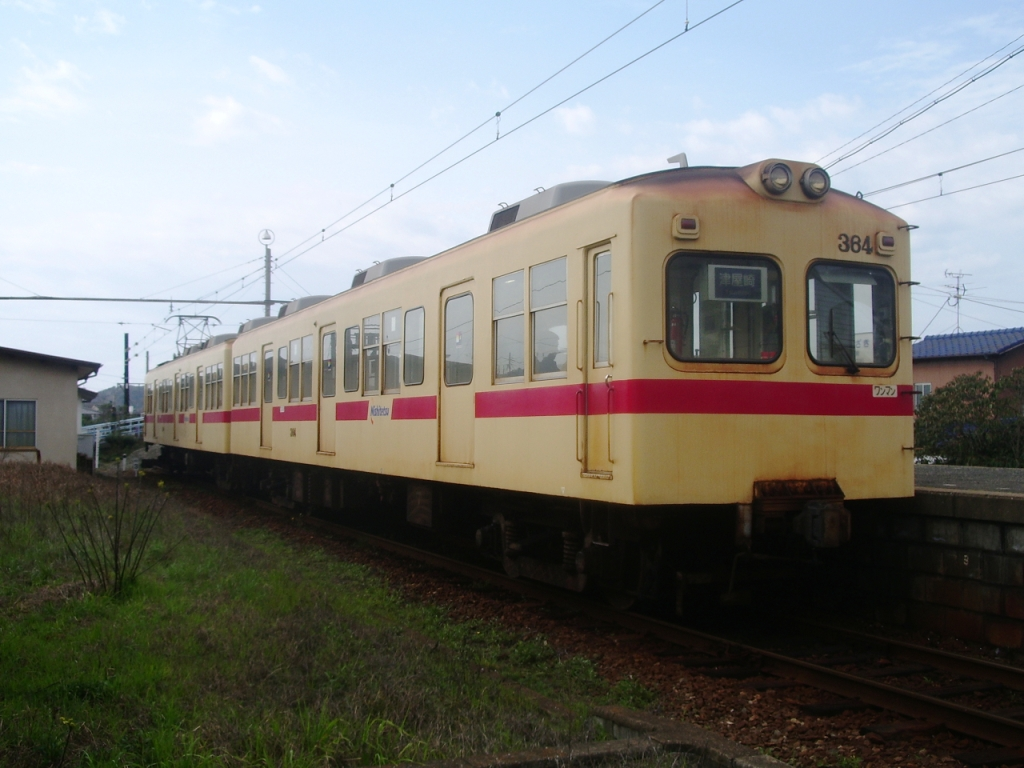
364-314（2007年3月）
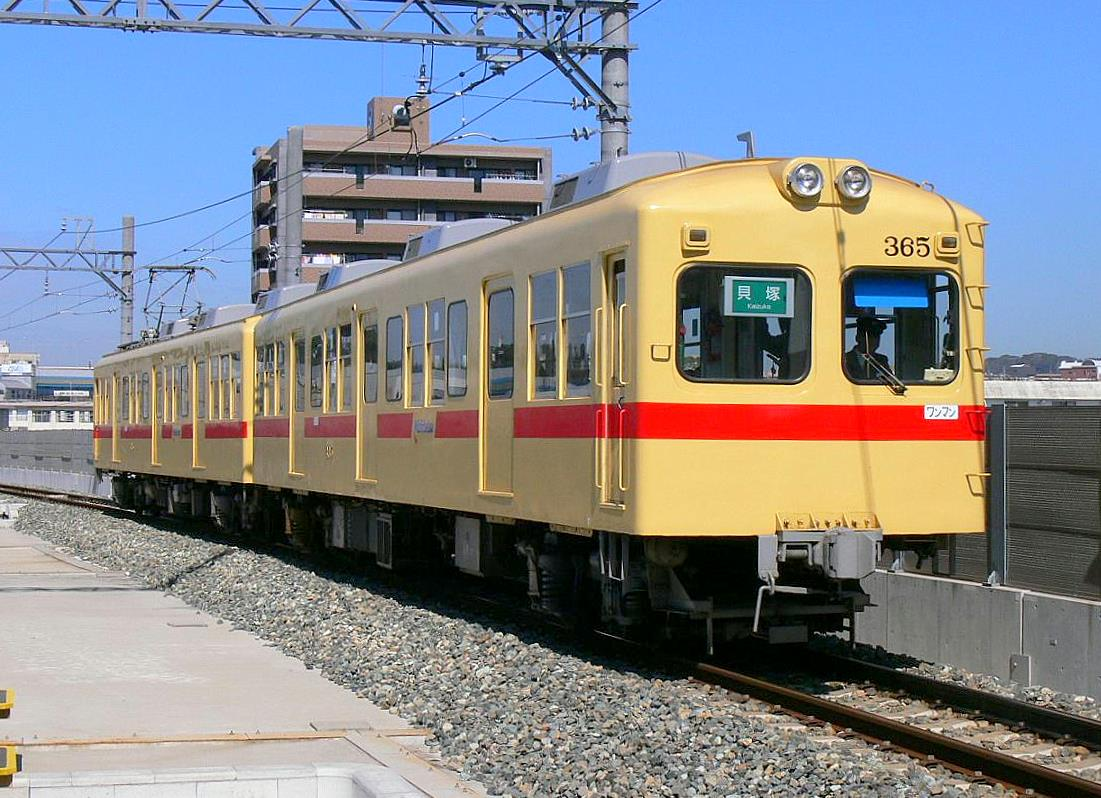
365-315（2007年3月2日・西鉄香椎）
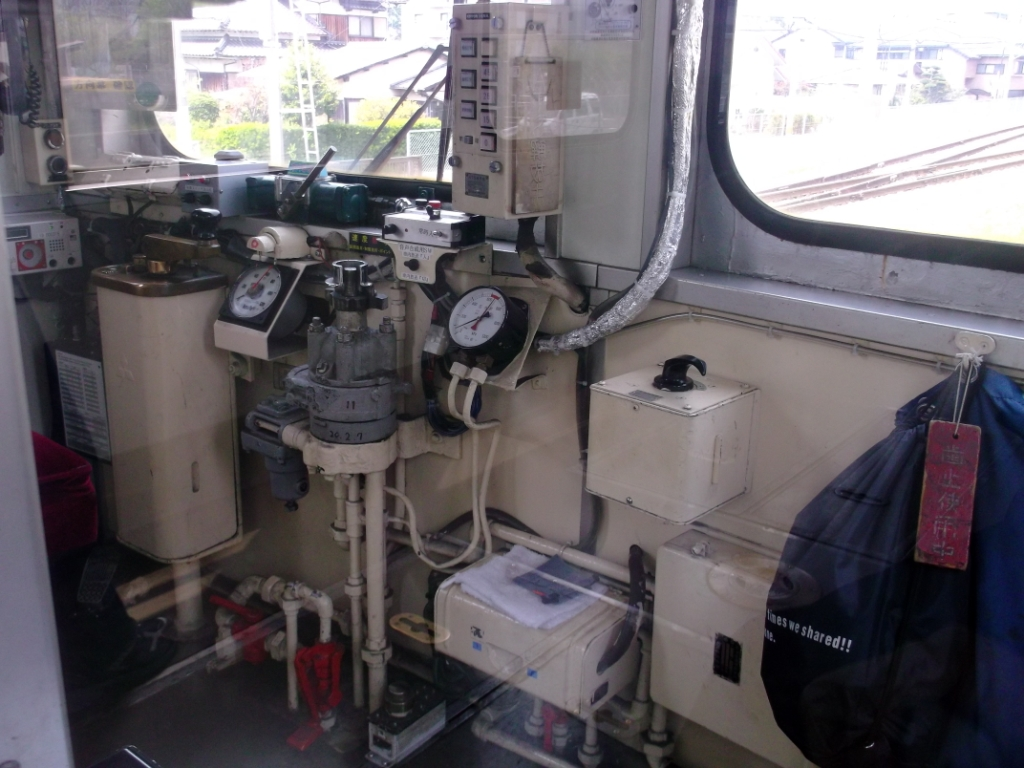
モ315運転台（2014年）
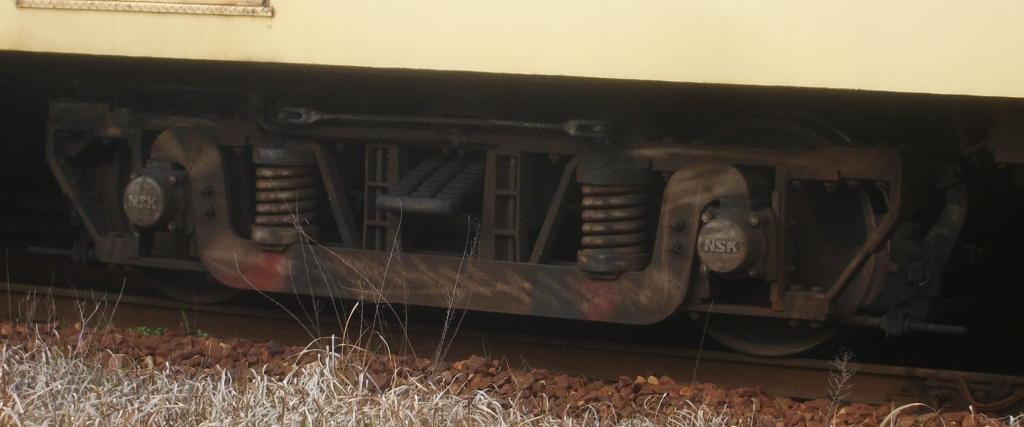
ク364の台車（2007年）
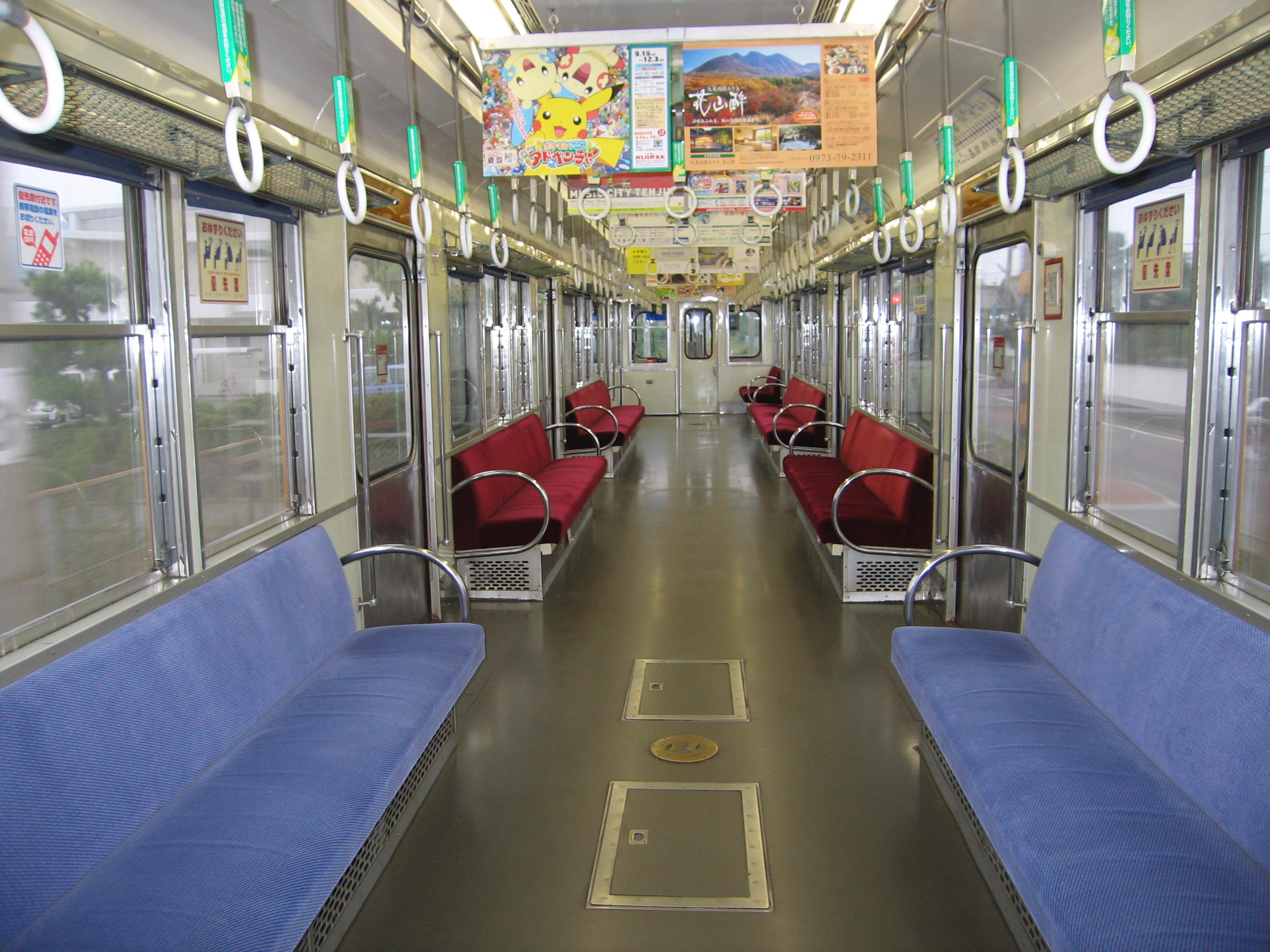
316-366の車内